# اما پطروسیان (خواننده)
اما آلبرتی پطروسیان (ارمنی: Էմմա Ալբերտի Պետրոսյան؛  زادهٔ ۹ اکتبر ۱۹۶۵) خواننده اهل ارمنستان است.

## زندگی‌نامه
وی در ۹ اکتبر ۱۹۶۵ در ایروان به دنیا آمد و از کالج دولتی موسیقی رومانوس ملیکیان و کنسرواتوار دولتی کومیتاس ایروان فارغ‌التحصیل گشت. همچنین برندهٔ جوایزی همچون هنرمند افتخاری جمهوری ارمنستان شده‌است.